# Vincens Lunge
Vincents Vincentsen Lunge (även stavat Vincent eller Vincens) till Lundestad och Lungegården, Bergen, född omkring 1486 i Danmark, död 3 januari 1536 i Trondheim, var en dansk adelsman, medlem av det norska riksrådet och kung Kristian III av Danmarks huvudrepresentant i Norge.

## Biografi
Lunge hörde egentligen till den danska adelsfamiljen Dyre, och han var son till Vincens Iverssøn Dyre (c.1432-efter 1497) som ägde godset Tisbæk vid Vejle i Jylland och Kirsten Tygesdatter Lunge (c.1450-efter 1539) till Asserstrup. Deras barn antog hennes släktnamn och kallades ofta "de nya Lunge'r". Lunge fick en lärd uppfostran, förmodligen för att han som yngre son hade inga utsikter att förses med familjeegendom. Han studerade både i Frankrike och vid universitetet i Leuven, tog doktorsgraden i kanonisk rätt och borgerlig rätt, och kung Kristian II såg positivt på den unge adelsmannen, som 1521 blev professor i juridik vid Köpenhamns universitet och samma år dess rektor. Det berättades att han höll ett timmes tal till studenterna på flytande latin utan att titta på pappret. År 1522 trädde han i statens tjänst som befallningsman på fästningen Krogen - Kronborg, men Lunge var nära förbunden med kretsen av Jyllands adel som hade kallat Fredrik I till Danmark. Tyge Krabbe var hans kusin, och även hans bror Ove Lunge hade från början gått med i rebellpartiet. Han antogs i det danska riksrådet, blev slagen till riddare och 1523 sändes han av Fredrik I till Norge för att verka för dennes sak och återvände också för att överlämna den norska hyllningen till kungen. Där ingick han äktenskap med den norske rikshovmästaren Nils Henriksson Gyldenlöves och Inger Ottesdatter Rømer II til Austråtts dotter Margareta Nilsdotter (-efter 1540), och blev därigenom också medlem av det norska riksrådet. 
År 1524 övertalade han rådet att avsätta Kristian II, men hävdade på samma gång Norges självständighet. Vid det stora riksrådsmötet i Bergen augusti 1524 deltog han som norskt rådsråd och var här lika ivrig efter att hävda norsk självständighet som den nyutnämnda ärkebiskopen Olav Engelbrektson. Dessa två män förberedde det norska statsrådets särskilda norska handfästning, där Norge inte längre skulle betraktas som ett ärftligt rike. Som i det danska, skyddades adelns intressen först och främst, och den infödda adeln. Avsikten var att skapa ett kungligt råd liknande det danska, och Lunge förmådde Fredrik I att ge ett löfte att göra Norge till ett valrike, likställt med Danmark. Lunge blev därefter befallningsman på fästningen Bergenhus (1525-1529) samt i nästan hela det nordanfjällska Norge. 1525 blev han också beviljad Jemteland som län och guvernör i Nordenfjeld, och ansågs vid den tidpunkten som den mäktigaste mannen i norska riket. 
År 1527 stödde han den svenske tronpretendenten Daljunkern och blev därmed en av Gustav Vasas fiender. Daljunkerns inmarsch över den svenska gränsen var ett fullständigt misslyckande och Gustav Vasa var rasande och skrev til Lunge att "Konungariket Norge har blivit ett rånarbo". Lunge komprometterades allvarligt, och Gustav Vasas krav på allvarligt straff för alla som stöttat Daljunkern kunde inte undvika att få konsekvenser för honom. Han förlorade Bergenhus, men fick fortfarande behålla Jämtland i tio år och fick Finnmark län för livet. Han fick också i gåva det rika Nonneseter kloster nära Bergen. Under namnet Lungegården blev det hans framtida bostad.
1530 var han sändebud till kungariksmötet i Varberg med svenskarna, och under grevefejden tog han parti för den protestantiske Kristian III. Lunge, som kämpade i många år vid sidan av sin vän ärkebiskopen Olav Engelbrektsson för norska självständighetsrörelsen, hade nu blivit hans mest bittra och farligaste fiende och i Trondheim 3 januari 1536 blev han dödad av ärkebiskopens anhängare.